# Melanthia nigriapicata
Melanthia nigriapicata är en fjärilsart som beskrevs av Edward Alfred Cockayne 1952. Melanthia nigriapicata ingår i släktet Melanthia och familjen mätare. Inga underarter finns listade i Catalogue of Life.